# Classificação de águas
As águas podem ser classificadas de diversas formas, de acordo com o objectivo da sua classificação.
- De acordo com a origem.
- De acordo com a qualidade da água.
- De acordo com a sua composição química e mineralógica.
- De acordo com a finalidade.[2]